# Timothy Dexter
Timothy Dexter (22 janvier 1747 - 23 octobre 1806) est un homme d'affaires américain connu pour ses profits dans des affaires improbables, ses écrits singuliers et son excentricité.

## Biographie
Timothy Dexter naît d'une famille pauvre le 22 janvier 1747 à Malden dans la province de la baie du Massachusetts. Il est peu scolarisé et il est mis au travail comme ouvrier agricole à l'âge de huit ans, abandonnant l'école ; il ne corrigera jamais cette lacune. À 16 ans, il devient apprenti tanneur. En 1769, il s'installe à Newburyport dans le Massachusetts. 
Il épouse ensuite Elizabeth Frothingham, 32 ans, une riche veuve ; avec sa fortune il achète une propriété où il continue son métier.
En 1783, il rachète pour presque rien beaucoup de continental scrips, billets émis pour financer la guerre d'indépendance des États-Unis en si grande quantité que leur valeur est devenue presque nulle et que plus personne n'en veut pour commercer dans la région. Mais en 1790, le Gouvernement américain, dans le but d'assainir le marché et d'élaborer une monnaie nationale solide, décide de rembourser les effets restants à raison de 1 % de leur valeur nominale, tandis que le Massachusetts, lui, paye ses propres billets à leur valeur nominale. Cette opération lui permet d'amasser un bénéfice de plusieurs milliers de dollars. Son statut social change immédiatement, et il est regardé par certains comme un véritable business man à qui la chance sourit.
D'autres cependant continuent à le voir comme un idiot sans instruction, et lui donnent de faux bons conseils pour le mettre en faillite. Par exemple, on lui conseilla le négoce de bassinoires — utilisées pour chauffer les lits pendant les hivers froids de la Nouvelle-Angleterre — afin de les revendre aux Antilles, une région tropicale où cet objet est inutile.  Mais le capitaine du navire affrété par Dexter les revend comme louches à l'industrie locale de la mélasse et réalise un beau profit. Plus tard, Timothy Dexter exporte des mitaines de laine au même endroit, où des marchands asiatiques les lui achètent pour les exporter en Sibérie.
Certains lui disaient en plaisantant « d'expédier du charbon à Newcastle », lui signifiant ainsi de faire une chose inutile, voire insensée : en effet, à cette époque, Newcastle est la région d'Angleterre la plus importante en matière d'industrie et d'exportation du charbon. Dexter s'exécute et exporte alors du charbon, et sa cargaison, par hasard, arrive en Angleterre lors d'une grève des mineurs : il revend alors son charbon au prix fort,. À une autre occasion, de mauvais plaisantins lui disent qu'il peut gagner de l'argent en expédiant des gants vers la Polynésie ; ses navires y arrivent à temps pour trouver preneurs auprès de bateaux portugais en route vers la Chine.
Il réalise des profits en exportant des bibles vers les Indes orientales (les missionnaires en Asie ont alors besoin de bibles), et des chats errants vers les îles des Caraïbes (qui sont bien accueillis comme moyen de lutte contre les invasions de rats).
Bien que la plupart le voit comme parfaitement ridicule et seulement sauvé par une chance insolente, d'autres auteurs pensent qu'il n'était pas si idiot qu'il parait, qu'il comprenait le profit d'acquérir des biens dépréciés pour les revendre plus tard ou ailleurs où ils peuvent remplir un besoin et avoir une valeur, et l'utilité de « faire l'imbécile » en cultivant l'image d'un vantard ignorant.
La haute société de la Nouvelle-Angleterre le snobe cependant. Timothy Dexter achète une grande maison située à Newburyport et qui appartenait à Nathaniel Tracy, un mondain local, que Dexter bientôt essaye d'imiter,. Il se fait appeller « lord », fait surmonter sa nouvelle maison de minarets, ajouter un aigle royal qu'il fait placer au sommet d'une coupole, fait élever son propre mausolée et dispose dans le jardin quarante statues en bois représentant divers hommes célèbres, dont George Washington, William Pitt, Napoléon Bonaparte, Thomas Jefferson et... lui-même. Sa statue portait l'inscription « I am the first in the East, the first in the West, and the greatest philosopher in the Western World ». Dexter acquiert également un vaste domaine à Chester dans le New Hampshire.
Malgré sa fortune, sa relation avec sa famille était mauvaise. Il raconte fréquemment aux visiteurs que son épouse est morte (alors qu'elle est en réalité bien vivante) et que la femme qu'ils voient dans la maison n'est que son fantôme . Lors d'un épisode notable, Timothy Dexter simule sa propre mort pour voir comment les gens réagiront. Environ 3 000 personnes assistent à la fausse veillée funèbre. Lorsque Timothy Dexter découvre que sa femme ne pleure pas, il révèle le canular et la bastonne pour ne pas avoir suffisamment pleuré sa mort,.

## Écrits et postérité
À 50 ans, Timothy Dexter est l'auteur d'un pamphlet, A Pickle for the Knowing Ones dans lequel il se plaint des politiciens, du clergé et de sa femme. Le livre contient 8 847 mots et 33 864 caractères, mais aucun signe de ponctuation, le tout rédigé dans une orthographe (dont l'usage des majuscules), une syntaxe et une grammaire peu orthodoxes. Un paragraphe commence ainsi : «  [sic]Ime the first Lord in the younited States of A mercary Now of Newburyport it is the voise of the peopel and I cant Help it and so Let it goue ».
La première édition est auto-publiée à Salem dans le Massachusetts en 1802. Timothy Dexter distribue d'abord son livre gratuitement, et chemin faisant, l'ouvrage devenant populaire. La deuxième édition est imprimée à Newburyport en 1805. Dans la deuxième édition, Dexter répond aux plaintes concernant le manque de ponctuation du livre en ajoutant une page supplémentaire de 11 lignes de signes de ponctuation accompagnées d'une note recommandant aux imprimeurs et aux lecteurs de les insérer là où c'était nécessaire ou, selon ses propres mots, «  [sic]thay may peper and solt it as they plese »,. L'ouvrage sera réimprimé huit fois

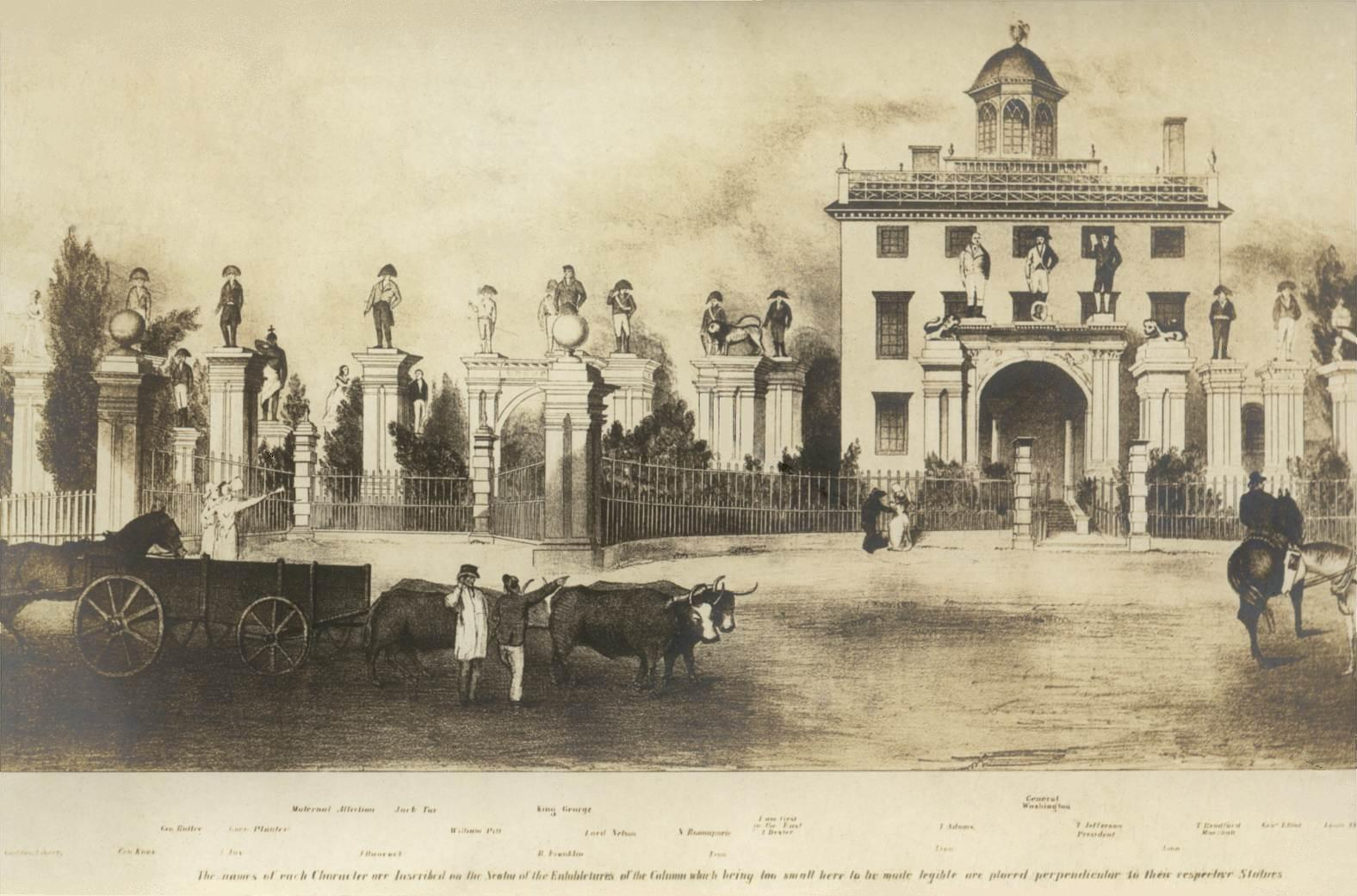
La dite Lord Timothy Dexter House, située à Newburyport dans le Massachusetts.

Dexter tente de redorer son image en faisant appel aux efforts de Jonathan Plummer, un marchand de poisson et poète à ses heures, qui vante son mécène en vers ainsi : 
Lord Dexter is a man of fame;

Most celebrated is his name;

More precious far than gold that's pure,

Lord Dexter shine forevermore.
Certains de ses contemporains le considéraient comme étant très bête. Sa nécrologie rapporta que « ses dons intellectuels n'étant pas du plus haut niveau »,,.
Son patrimoine à sa mort est évalué à 35 027,39 dollars, ce qui équivaudrait de nos jours à près d'un million de dollars,.
Sa maison de Newburyport est ensuite devenue un hôtel. Les tempêtes successives ont détruit la plupart des statues du parc ; de nos jours, la seule statue conservée et identifiée est celle de William Pitt,.